# 黒尾神社
黒尾神社（くろおじんじゃ）は、宮崎県都城市梅北町にある神社である。

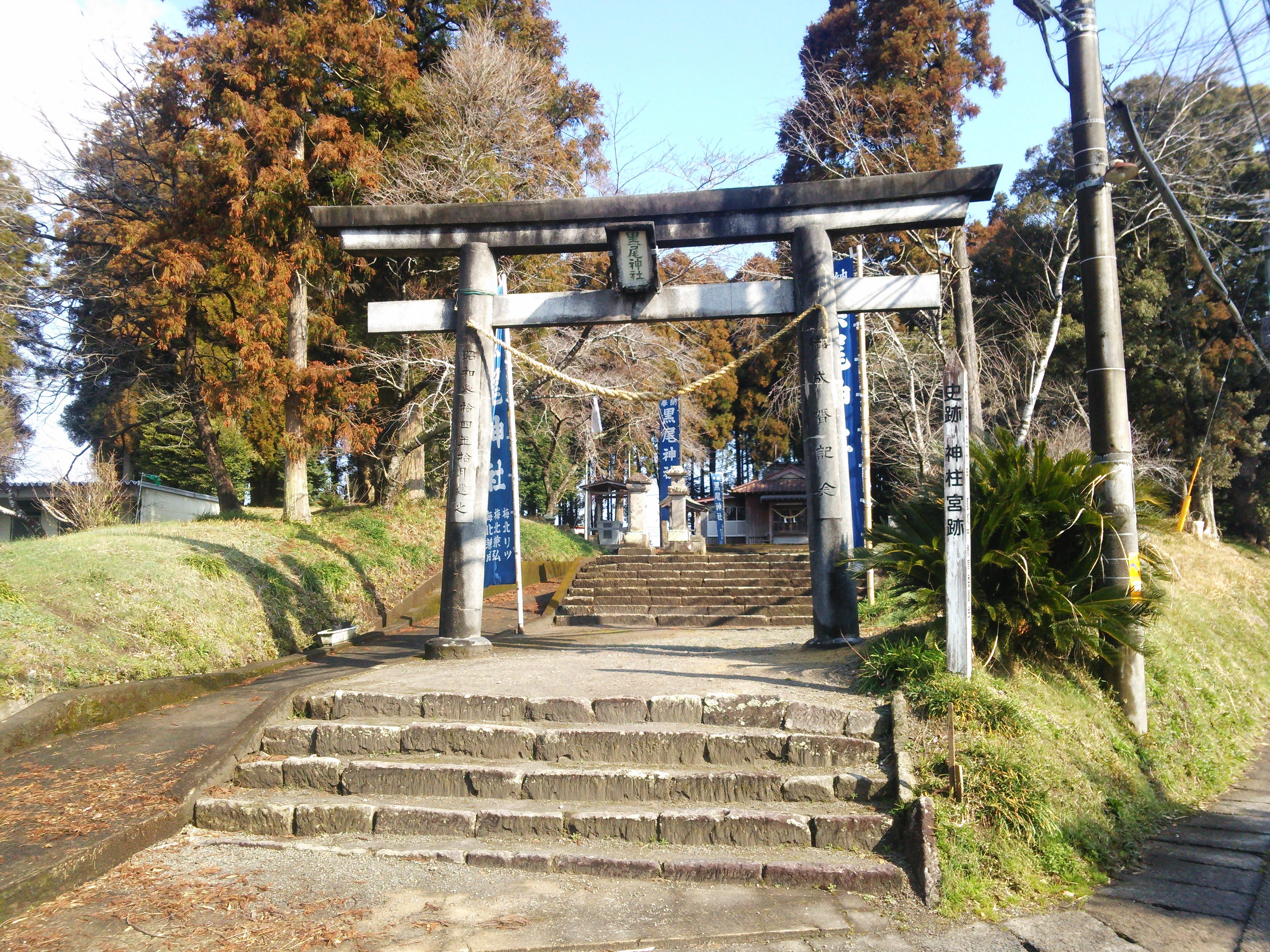
黒尾神社の鳥居

## 祭神
伊邪那美神・火産霊神・金山彦神・金山姫神を祀る。境内には聖寿祈願植樹記念碑や牛馬観音が存在する。

## 創建
「庄内地理志」によると、永和3年（1377年）、九州探題今川了俊の五男満範の率いる伊東・相良・北原の連合軍に北郷家２代義久が率いる都之城が包囲された（南九州国人一揆）際、志布志城より救援に駆け付けた島津氏久が、天ヶ峰の北にあった愛宕宮に祈願し、勝利（蓑原の合戦）を収めたため、新たに愛宕社を建立し、黒尾権現と称したという。

## 旧神柱宮位置への遷座
明治6年（1873年）1月12日村社に定められる。
元は現在地の1キロメートル南の台地である北町字黒尾原に鎮座していたが、同年10月末、この地にあった神柱宮が松原御茶屋と言われた都城島津家の別荘があった現在の場所に遷座したため、当社は旧神柱宮の社地に遷座した。また、明治18年（1885年）9月には金御嶽神社を合祀した。

## 神柱宮について
万寿3年（1026年）に島津荘開発の祖と伝わる平季基が、「速に斯地に社を建て祭り、神社の名を神柱と称すべし」という伊勢神宮の神託により、神柱社をこの地梅北村益貫に創建したと伝わる。その後島津荘総鎮守として崇敬を集めたが、明治6年（1873年）10月、現在地に遷宮した。